# 羅素·泰拔
羅素·泰拔（英語：Russell Teibert；1992年12月22日—）是加拿大的一位職業足球運動員，在場上的位置是中場。除了俱樂部的賽事之外，他也代表加拿大國家男子足球隊參加各項賽事。

## 球會生涯
泰拔職業生涯一直在溫哥華踢球。

## 國際賽生涯
泰拔從U17開始，一直持續為加拿大效力。

## 外部連結
- MLS player profile （页面存档备份，存于）
- Canada Soccer Profile （页面存档备份，存于）